# 王迅 (物理学家)
王迅（1934年4月23日—），男，籍貫江苏无锡，生于上海，中国表面物理、半导体物理学家，中国科学院院士。计算机科学家王选之兄。

## 生平
王迅出生于无锡望族，曾祖父王縡为清同治年间进士。父亲王守其毕业于南洋公学，是一名会计师。母亲周邈清也来自书香门第，她的父亲周道章是中国近代将数学算式从竖排改为横排的第一人。王迅有兄弟姊妹五人，其中王选亦为中国科学院院士。
王迅于1940年至1952年间就读于上海南洋模范中小学。此后考入复旦大学物理系。1956年毕业后考取复旦大学物理系副博士研究生，师从物理学家谢希德。1960年研究生毕业后留校任助教，开始从事半导体微波性质与顺磁共振等领域的研究，曾任半导体物理教研室副主任、微电子教研室副主任等职。1977年开始从事表面物理的研究，曾历任表面物理研究室副主任、主任。1992年起任复旦大学应用表面物理国家重点实验室主任。1996年任复旦大学首席教授。1999年当选中国科学院数学物理学部院士。

## 社会兼职
王迅还曾担任过国际纯粹与应用物理联合会半导体委员会委员、上海市物理学会理事长、中国物理学会半导体专业委员会副主任等职。